# Saber Azizi
Pour les articles homonymes, voir Azizi.
Mohammad Saber Azizi, abrégé Saber Azizi, né le 13 janvier 1996 à Malmö en Suède, est un footballeur international afghan. Il évolue au poste de milieu de terrain au Landskrona BoIS.

## Carrière
Après avoir rejoint Landskrona BoIS lors de l'hiver 2016, Saber Azizi honore sa première sélection le 5 septembre 2016 lors d'un match amical contre le Liban.

## Statistiques
| Saison                | Club                  | Championnat           | Championnat | Championnat | Coupe(s) nationale(s) | Coupe(s) nationale(s) | Afghanistan | Afghanistan | Total | Total |
| Saison                | Club                  | Division              | M.          | B.          | M.                    | B.                    | M.          | B.          | M.    | B.    |
| 2015-2016             | BK Olympic            | D3 Södra Götaland     | 22          | 3           | 0                     | 0                     | -           | -           | 22    | 3     |
| 2016-2017             | Landskrona BoIS       | Division 1 Södra      | 9           | 0           | 2                     | 0                     | 1           | 0           | 12    | 0     |
| Total sur la carrière | Total sur la carrière | Total sur la carrière | 31          | 3           | 2                     | 0                     | 1           | 0           | 34    | 3     |